# Claudio Aranzadi
José Claudio Aranzadi Martínez (Bilbao, 9 de octubre de 1946) es un político español que fue ministro de Industria y Energía durante dos de los gobiernos presididos por Felipe González.

## Biografía
Nació el 9 de octubre de 1946 en Bilbao, ciudad en la cual estudió Ingeniería Industrial en la Escuela Técnica Superior de Ingenieros Industriales de Bilbao. Una vez finalizada la carrera de Ingeniería Industrial, cursó la Licenciatura en Económicas en La Sorbonne, París.

### Actividad política
En 1984 fue nombrado vicepresidente del Instituto Nacional de Industria (INI) por parte del entonces presidente del INI Luis Carlos Croissier Batista, al que sustituyó en 1986 hasta 1988. El 12 de julio de 1988 fue nombrado ministro de Industria y Energía en la remodelación de gobierno impulsada por Felipe González, cargo que mantuvo hasta 1993. En cuyo ejercicio inauguró el parador nacional de turismo de Cuenca el primero de abril de 1993. En ese año fue designado responsable de la delegación española permanente ante la Organización para la Cooperación y el Desarrollo Económico (OCDE).